# Michael Francis Egan
Michael Francis Egan OFM (29 de setembro de 1761 – Filadélfia, 22 de julho de 1814) foi um prelado irlandês, depois americano, da Igreja Católica. Ele nasceu na Irlanda em 1761, e juntou-se à Ordem Franciscana quando era jovem. Ele serviu como sacerdote em Roma, na Irlanda e na Pensilvânia e tornou-se conhecido como um talentoso pregador. Em 1808, Egan foi nomeado o primeiro Bispo da Filadélfia e manteve esse cargo até sua morte em 1814. Egan enquanto bispo viu a construção de novas igrejas e a expansão do número de membros da Igreja Católica em sua diocese, mas muito de seu tempo foi consumido em controvérsias com depositários leigos de sua pró-catedral, a Igreja de Santa Maria na Filadélfia. Ele morreu na Filadélfia, provavelmente de tuberculose, em 1814.

## Infância e sacerdócio
Michael Francis Egan nasceu na Irlanda em 29 de setembro de 1761. A localização exata de seu nascimento é disputada. Os primeiros biógrafos acreditavam que Egan  provavelmente nasceu em Galway; estudos mais recentes sugerem que foi em Limerick. Ele se juntou à Ordem dos Frades Menores (comumente conhecida como os Franciscanos) e estudou na velha Universidade de Leuven e na Universidade Carolina de Praga. Egan recebeu ordens menores, subdiaconato e diaconato em Mechelen, atual Bélgica. Ele foi ordenado sacerdote provavelmente em Praga em 1785 ou 1786. Enquanto estudava no continente, Egan se tornou fluente em alemão.
Egan subiu rapidamente em cargos de responsabilidade na ordem franciscana. Ele foi designado custos ("guardião") da província de Munster na Irlanda em março de 1787. Mais tarde naquele ano, ele também foi designado custos da Pontifícia Universidade Irlandesa em Sant'Isidoro a Capo le Case, o lar dos franciscanos irlandeses em Roma. Egan permaneceu lá até 1790, quando retornou à Irlanda e foi nomeado custos de Ennis. Ele permaneceu na Irlanda até 1787 ou 1788, quando ele provavelmente fez uma visita aos Estados Unidos. Depois de mais alguns anos como missionário na Irlanda, Egan foi (ou voltou) para os Estados Unidos em 1802.

## Sacerdote na Pensilvânia
Aceitando um convite dos católicos próximos de Lancaster, na Pensilvânia, Egan chegou nos Estados Unidos em janeiro de 1802 para servir como padre assistente de Louis de Barth na Capela de Conewago do Condado de Adams. Quando a legislatura estadual se instalou em Lancaster naquele ano, a notícia das habilidades de pregação de Egan chegou à Filadélfia, e logo os paroquianos da Igreja de Santa Maria da cidade pediram ao bispo John Carroll de Baltimore que enviasse Egan para eles. (Naquela época, o bispo de Baltimore tinha jurisdição sobre toda a Igreja Católica nos Estados Unidos).
Em 1803, Egan se tornou um dos padres da Igreja de Santa Maria na Filadélfia. A mudança coincidiu com o surto de febre amarela na Filadélfia. Apesar de menos virulento que o famoso surto da doença de 1793 da Filadélfia, houve, não obstante, muitas mortes e Egan presidiu muitos funerais naquele ano — a igreja teve 77 sepultamentos entre junho e novembro de 1803. Em 1804, Egan obteve permissão para estabelecer uma jurisdição de franciscanos nos Estados Unidos pela primeira vez, independente dos franciscanos que estavam então supervisionando a missão americana. Dois anos depois, um paroquiano deixou a Egan algumas terras ao longo do Yellow Creek no Condado de Indiana para a fundação de uma igreja franciscana. Devido aos votos de pobreza da ordem, Egan pediu a Carroll que possuísse a terra no nome de Egan. O sonho de Egan nunca se realizou, já que ele foi incapaz de atrair franciscanos da Europa para fundar a igreja planejada.
Egan e os depositários da igreja de Santa Maria fundaram uma escola de canto em 1804 com o objetivo de melhorar a qualidade do coro lá. O ano seguinte foi consumido por outro surto de febre amarela e Egan se juntou a John Rossiter, padre de outra das quatro igrejas católicas da Filadélfia, a Igreja de São José, em auxiliar os doentes. Em 1806, eles trabalharam como os paroquianos de uma terceira igreja, a Igreja da Santíssima Trindade, para fundar um orfanato, já que o problema das crianças órfãs tornou-se pior pelas mortes de febre amarela.

## Bispo da Filadélfia

### Ordenação

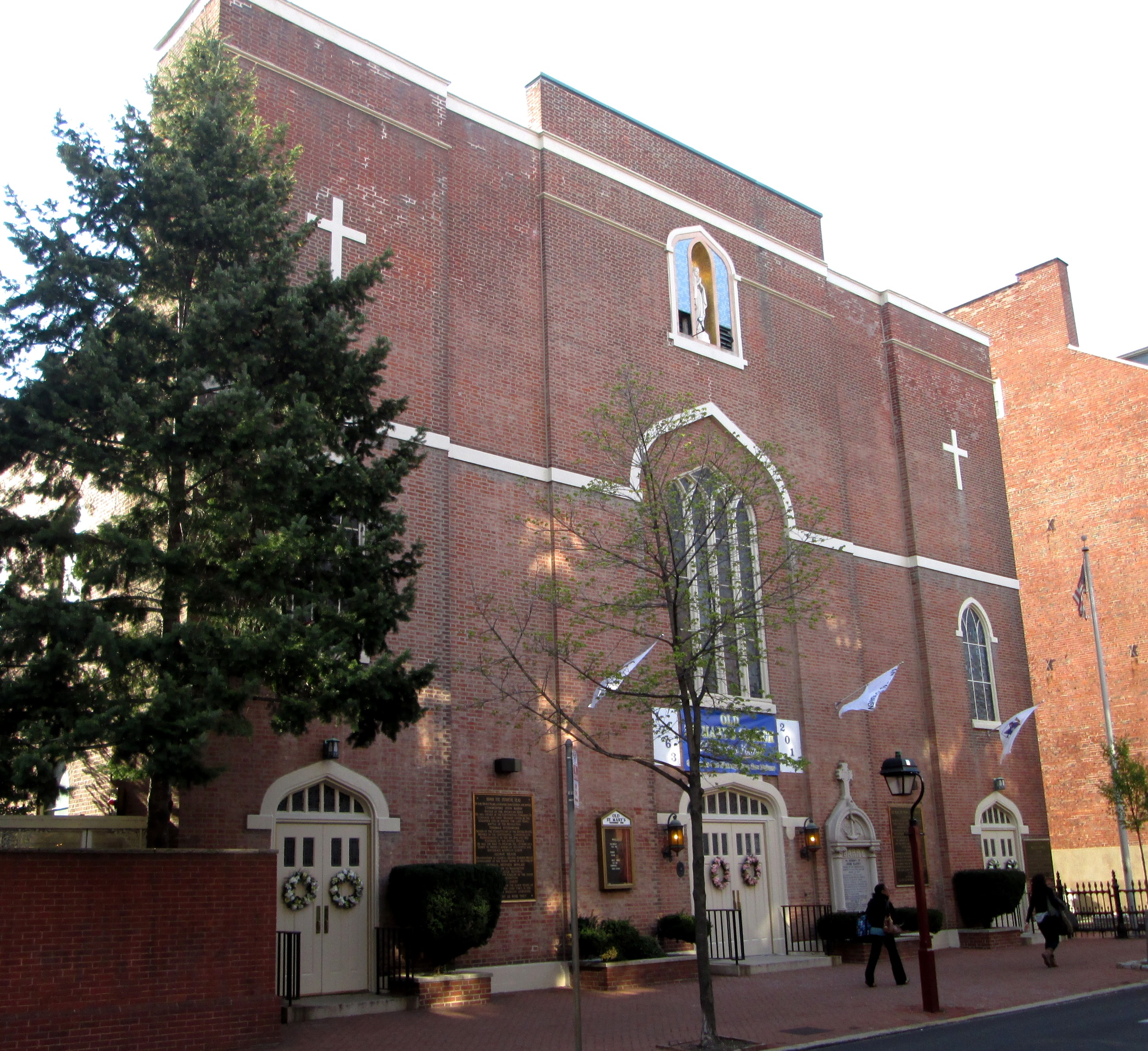
A Igreja de Santa Maria na Filadélfia serviu como pró-catedral de Egan.

A população católica nos Estados Unidos estava crescendo, e o bispo John Carroll desejava há algum tempo que sua vasta diocese fosse dividida em territórios mais fáceis de administrar. Em 8 de abril de 1808, o Papa Pio VII atendeu à solicitação de Carroll erigindo quatro novas sés nos Estados Unidos e elevando Baltimore a uma arquidiocese. Entre as novas sés estava a Diocese da Filadélfia, que incluía os estados da Pensilvânia e Delaware e as partes ocidentais e meridionais de Nova Jersey. Mesmo antes da diocese ser criada, Carroll havia determinado a recomendação de Egan para o cargo, escrevendo a Roma que Egan "era verdadeiramente piedoso, instruído, religioso, notável por sua grande humildade, mas deficiente, talvez, na firmeza e sem grande experiência na direção de negócios".
Como resultado das perturbações causados pelas Guerras Napoleônicas, a bula papal nomeando Egan não chegou aos Estados Unidos até 1810. Quando ela chegou, Egan viajou para a Pró-Catedral de São Pedro em Baltimore, quando foi ordenado bispo por Carroll, assistido por Benedict Joseph Flaget e Jean-Louis de Cheverus, que haviam sido nomeados para  os bispados mas ainda não haviam sido consagrados. Egan escolheu a Igreja de Santa Maria para servir como sua pró-catedral na Filadélfia. Mesmo antes da instalação de Egan, os católicos da Filadélfia começaram a arrecadar fundos para a expandir a igreja devido à notoriedade da igreja na diocese.  Depois de suas ordenações, os novos bispos planejaram um concílio da liderança da igreja americana para o futuro próximo; na realidade, eles só se encontraram em 1829, muito depois da morte de Egan.

### Controvérsia com depositários leigos
A elevação de Egan ao episcopado piorou um conflito existente na igreja americana: a controvérsia com depositários leigos. Na Europa, a Igreja possuía propriedade e controlava diretamente suas paróquias por meio do clero. Nos Estados Unidos, entretanto, as primeiras igrejas católicas eram normalmente fundadas por leigos que compravam a propriedade e erigiam as construções da igreja. Os leigos consequentemente exigiam algum controle sobre a administração da paróquia, mesmo depois da chegada do clero da Europa que, como Egan, mantinha a visão tradicional de organização paroquial. A controvérsia também tinha elementos nacionalistas, já que a paróquia profundamente alemã da Santíssima Trindade guardou rancor da imposição de um bispo irlandês em vez de um bispo alemão. Quando o padre da Santíssima Trindade partiu para uma nova designação em Maryland em 1811, os depositários lá estavam perturbados com a nomeação temporária feita por Egan de um sacerdote irlandês, Patrick Kenny, para liderar a paróquia, até um sacerdote alemão pudesse ser encontrado (um sacerdote alemão, Francis Roloff, foi nomeado no ano seguinte).
A própria pesquisa de Egan sobre a questão mostrou que os depositários haviam transferido a Igreja de Santa Maria para o padre anterior, Robert Harding, e então para os herdeiros deste, mas os depositários não consideraram que essa transferência de propriedade extinguia o papel deles na liderança da igreja. Por volta de 1811, a saúde de Egan cada vez pior fez com que ele aceitasse a assistência de dois sacerdotes na igreja, James Harold e seu sobrinho, William Vincent Harold. Egan e os depositários se tornaram ainda mais enredados em uma controvérsia sobre os salários clericais, um situação que possivelmente piorou pelo declínio da receita da remessa na cidade portuária causada pela eclosão da Guerra Anglo-Americana de 1812. Egan também começou a acreditar que os Harolds estavam tornando a situação pior por tomarem posições pró-clericais que eram mais extremas que as de Egan e pelo plano de Vincent Harold de ser nomeado bispo-coadjutor de Egan. Ele recorreu aos depositários pelo acordo e ofereceu trazer seu sobrinho (também sacerdote) da Irlanda para substituir James Harold. Por volta de 1813, Egan e os depositários se reconciliaram e juntos resolveram retirar os Harolds, que concordaram em se demitir mais tarde naquele ano e em se mudarem para a Inglaterra.

### Morte e enterro
Embora os principais conflitos entre o bispo e os depositários tenham sido resolvidos, algumas controvérsias de salário demoraram-se em 1813. As condições na Igreja de Santa Maria pioraram em 1814 com a eleição de novos depositários que estavam mais em conflito com Egan que os anteriores. Em outros lugares da diocese, Egan foi melhor sucedido. Por volta de 1811, ele fez sua visita mais ampla da diocese, viajando até o oeste de Pittsburgh depois de parar em Lancaster e Conewago. Ele continuou a arrecadar fundos para o orfanato católico e abriu em 1813 uma nova paróquia, Sagrado Coração, em Trenton, na Nova Jersey, elevando o número total de igrejas na diocese para dezesseis. 

A saúde de Egan continuou a decair e ele morreu em 22 de julho de 1814. Enquanto os cronistas do século XIX sugerem que "pode ser dito com toda a verdade que o bispo Egan morreu de um coração partido", biógrafos modernos acreditam que seus problemas de saúde se assemelhavam mais à tuberculose. Egan foi enterrado no adro da Igreja de Santa Maria. Em 1869, após a construção da Basílica-Catedral de São Pedro e Paulo em Logan Square, seus restos foram removidos e reenterrados em uma cripta junto com aqueles de seu sucessor na sé da Filadélfia, Henry Conwell. A Escola de Ensino Médio Católica Conwell-Egan em Fairless Hills na Pensilvânia é nomeada em honra de Egan e seu sucessor.

### Livros
- Bransom, Charles N. (1990). Ordinations of U.S. Catholic Bishops, 1790–1989. Washington, D.C.: United States Catholic Conference. ISBN 978-1-55586-323-4
- Ennis, Arthur J. (1976). «Chapter Two: The New Diocese». In:  Connelly, James F. The History of the Archdiocese of Philadelphia. Wynnewood, Pennsylvania: Unigraphics Incorporated. pp. 63–112. OCLC 4192313
- Griffin, Martin I. J. (1893). History of Rt. Rev. Michael Egan, D.D., First Bishop of Philadelphia. Philadelphia, Pennsylvania: [s.n.] OCLC 7637383
- Shea, John Gilmary (1888). History of the Catholic Church in the United States. 2. Akron, Ohio: D.H. McBride & Co. OCLC 3211384

### Artigos
- Carey, Patrick (julho de 1978). «The Laity's Understanding of the Trustee System, 1785–1855». The Catholic Historical Review. 64 (3): 357–376. JSTOR 25020365
- Friend, Christine (fevereiro de 2010). «Philadelphia's First Bishop». Philadelphia Archdiocesan Historical Research Center
- Kurjack, Dennis C. (1953). «St. Joseph's and St. Mary's Churches». Transactions of the American Philosophical Society. 43 (1): 199–209. JSTOR 1005672